# Andréi Lazukin
Andréi Olégovich Lazukin (en ruso: Андрей Олегович Лазукин; Tolyatti, Rusia; 19 de noviembre de 1997) es un patinador artístico sobre hielo ruso. Medallista de plata del Trofeo Triglav de 2017, medallista de bronce del Trofeo de Lombardia 2018. Ganador de la medalla de oro de la Copa de Rusia 2019.

## Carrera
Nació en noviembre de 1997 en Tolyatti, Rusia. Comenzó a patinar en el año 2001 y tuvo su debut en el Grand Prix Júnior de Linz en 2012. En 2014 participó en el Grand Prix Júnior de Alemania, donde ganó una medalla de oro; ganó además otro oro en el Abierto de Baviera de 2015. Debido a una lesión en la espalda, se perdió toda la temporada 2015-2016, mientras que en el Campeonato Nacional de Rusia 2017, se llevó la medalla de plata. En la Challenger Series de la ISU participó en el Trofeo de Lombardia 2017, donde quedó en octavo lugar. Tuvo su debut en la serie del Grand Prix en la Copa Rostelecom 2017. Lazukin ganó el bronce en el Trofeo de Lombardia 2018. En la Copa de Rusia 2019 se llevó la medalla de oro, con el primer lugar en le programa corto y sexto en el libre. Compitió en el Campeonato Nacional de Rusia 2019 y obtuvo el cuarto lugar general. En marzo de 2019 compitió en la Universiada de invierno, donde finalizó en quinto lugar general. Su debut en el Campeonato Mundial de Patinaje en 2019, celebrado en la ciudad japonesa de Saitama, posicionó al patinador en el décimo lugar general.

### Programas
| Temporada | Programa corto                                                                                                  | Programa libre | Exhibición |
| --------- | --- | --- | ---------- |
| 2018–2019 | - I Put a Spell on You de Joe Cocker coreografía de Tatiana Prokofieva                                          | - Romeo y Julieta de Piotr Chaikovski coreografía de Tatiana Prokofieva - Preludio en C menor Op. 3, n.º 2 de Serguéi Rajmáninov coreografía de Tatiana Prokofieva |            |
| 2017–2018 | - Malagueña (de Once Upon a Time in Mexico) por Ernesto Lecuona, Brian Setzer coreografía de Tatiana Prokofieva | - Masquerade de Aram Jachaturián coreografía de Tatiana Prokófieva                                                                                                 |            |
| 2016–2017 | - Nessun dorma (de Turandot) por Giacomo Puccini y Andrea Bocelli coreografía de Tatiana Prokófieva             | - Don Quixote de Ludwig Minkus coreografía de Tatiana Prokófieva                                                                                                   |            |
| 2014–2015 | - Concierto de piano Nnoº. 1 de Felix Mendelssohn coreografía de Tatiana Prokófieva                             | - Exogenesis: Symphony Parte III, Redemption de Muse coreografía de Tatiana Prokófieva                                                                             |            |
| 2013–2014 | - Music de Antonín Dvořák coreografía de Tatiana Prokofieva                                                     | - Dark Eyes de Florian Hermann coreografía de Tatiana Prokofieva                                                                                                   |            |

### Resultados detallados

#### Nivel sénior
| Temporada 2018-2019         |                                           |                |                |                   |
| Fecha                       | Evento                                    | Programa corto | Programa libre | Total             |
| 11–14 de abril de 2019      | Trofeo Mundial por equipos de la ISU 2019 | 5 88.96        | 8 160.37       | 3 (equipo) 249.33 |
| 18–24 de marzo de 2019      | Campeonato Mundial de Patinaje 2019       | 11 84.05       | 9 164.69       | 10 248.74         |
| 7–9 de marzo de 2019        | Universiada de invierno 2019              | 3 88.63        | 5 157.10       | 5 245.73          |
| 18–22 de febrero de 2019    | Copa de Rusia 2019                        | 1 91.57        | 6 150.60       | 1 242.17          |
| 19–23 de diciembre de 2018  | Campeonato Nacional de Rusia 2019         | 5 81.43        | 6 156.23       | 4 237.66          |
| 16–18 de noviembre de 2018  | Copa Rostelecom 2018                      | 11 62.45       | 5 153.33       | 7 215.78          |
| 2–4 de noviembre de 2018    | Grand Prix Júnior de Helskinki 2018       | 5 82.54        | 7 135.68       | 6 218.22          |
| 12–16 de septiembre de 2018 | CS Trofeo de Lombardia 2018               | 2 87.92        | 3 155.53       | 3 243.45          |
| Temporada 2017-2018         |                                           |                |                |                   |
| Fecha                       | Evento                                    | Programa corto | Programa libre | Total             |
| 21–24 de diciembre de 2017  | Campeonato Nacional de Rusia 2018         | 5 85.47        | 9 145.47       | 7 230.94          |
| 6–9 de diciembre de 2017    | CS Golden Spin de Zagreb 2017             | 9 69.56        | 2 155.19       | 6 224.75          |
| 20–22 de octubre de 2017    | Copa Rostelecom 2017                      | 9 78.54        | 11 133.60      | 10 212.14         |
| 6–8 de octubre de 2017      | CS Trofeo de Finlandia 2017               | 8 68.50        | 7 142.16       | 8 210.66          |
| 14–17 de septiembre de 2017 | CS Trofeo de Lombardia 2017               | 9 67.92        | 8 131.50       | 8 199.42          |
| Temporada 2016-2017         |                                           |                |                |                   |
| Fecha                       | Evento                                    | Programa corto | Programa libre | Total             |
| 5–9 de abril de 2017        | Trofeo Triglav 2017                       | 1 77.33        | 2 137.44       | 2 214.77          |
| 1–5 de febrero de 2017      | Universiada de invierno 2017              | 4 84.74        | 12 135.26      | 9 220.00          |
| 20–26 de diciembre de 2016  | Campeonato Nacional de Rusia 2017         | 4 83.19        | 6 157.81       | 4 241.00          |

#### Nivel júnior
| Temporada 2015-2016        |                                          |        |                |                |           |
| Fecha                      | Evento                                   | Nivel  | Programa corto | Programa libre | Total     |
| 19–23 de enero de 2016     | Campeonato Nacional Júnior de Rusia 2014 | Júnior | 5 69.56        | 13 116.45      | 10 186.01 |
| 24–27 de diciembre de 2015 | Campeonato Nacional de Rusia 2016        | Sénior | 11 74.06       | 13 126.94      | 13 201.00 |
| Temporada 2014-2015        |                                          |        |                |                |           |
| Fecha                      | Evento                                   | Nivel  | Programa corto | Programa libre | Total     |
| 11–15 de febrero de 2015   | Abierto de Baviera 2015                  | Sénior | 1 74.26        | 1 121.93       | 1 196.19  |
| 4–7 de febrero de 2015     | Campeonato Nacional Júnior de Rusia 2015 | Júnior | 3 69.74        | 7 122.51       | 6 192.25  |
| 24–28 de diciembre de 2014 | Campeonato Nacional de Rusia 2014        | Sénior | 10 70.92       | 17 110.74      | 14 186.25 |
| 5–9 de noviembre de 2014   | 2014 CS Volvo Open Cup                   | Sénior | 4 61.66        | 5 112.75       | 5 174.41  |
| 8–12 de octubre de 2014    | Grand Prix Júnior de Croacia 2014        | Júnior | 9 56.44        | 8 113.52       | 8 169.96  |
| 1–5 de octubre de 2014     | Grand Prix Júnior de Alemania 2014       | Júnior | 1 68.73        | 1 133.95       | 1 202.68  |